# Marinellina flagellata
Marinellina flagellata is een buikharige. De wetenschappelijke naam werd in 1955 gepubliceerd door Ruttner-Kolisko. 